# Садівська дача
Са́дівська да́ча — заповідне урочище місцевого значення в Україні. Об'єкт розташований на території Володимирського району та Луцького району Волинської області, на північ і північний захід від с. Садів, поблизу с. Кошів. 
Площа 2669,62 га. Статус присвоєно згідно з рішенням Волинської обласної ради від 29.03.2005 року № 19/27, зміна меж згідно рішення Волинської обласної ради від 04.11.2011 року № 7/21, зміна категорії із заповідного урочища на лісовий заказник за рішенням Волинської обласної ради від 12.03.2012 року № 10/67 та зміна категорії згідно рішення Волинської обласної ради від 31.07.2014 року № 27/6. Перебуває у користуванні філії «Володимир-Волинське лісомисливське господарство (Володимирський р-н: Садівське л-во, кв. 1–37, 39–40, 46; Луцький р-н: Садівське л-во, кв. 38, 47, 48) — 2640 га, Торчинської селищної територіальної громади — 29,62 га. 
Статус присвоєно для збереження цінного лісових насаджень, що знаходиться на північних схилах Волинської височини, звідки витікає річка Чорногузка. У деревостані переважають дубові, дубово-грабові, сосново-дубові насадження. Також зростають  коркове дерево амурське, в'яз гладкий, а у трав'яному покриві - конвалія звичайна, первоцвіт весняний, печіночниця звичайна, плющ звичайний. 
Трапляються також види, занесені до Червоної книги України: вовчі ягоди пахучі, зозулині черевички справжні, підсніжник звичайний.
У заказнику мешкають сова сіра, борсук європейський та видра річкова, чапля сіра – рідкісні види фауни, що занесені до Червоної книги України, Європейського Червоного списку, Червоного списку Міжнародного союзу охорони природи.

## Персоналії
- Неверковець Андрій — керівник Затурцівського надрайонного проводу ОУН, лицар Бронзового хреста заслуги УПА. Загинув у цьому місці в бою з радянськими окупантами.

## Галерея

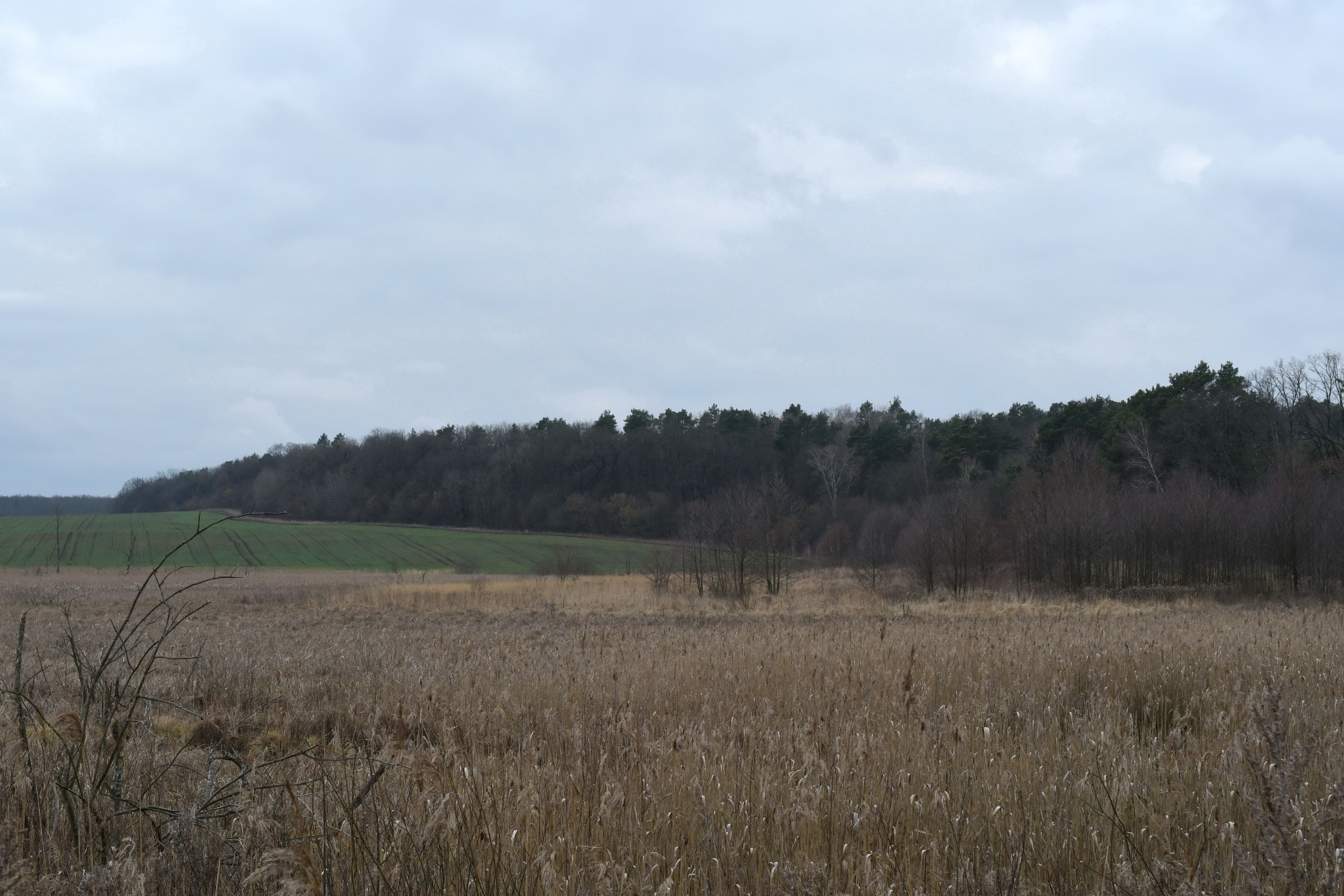
Вигляд з півдня
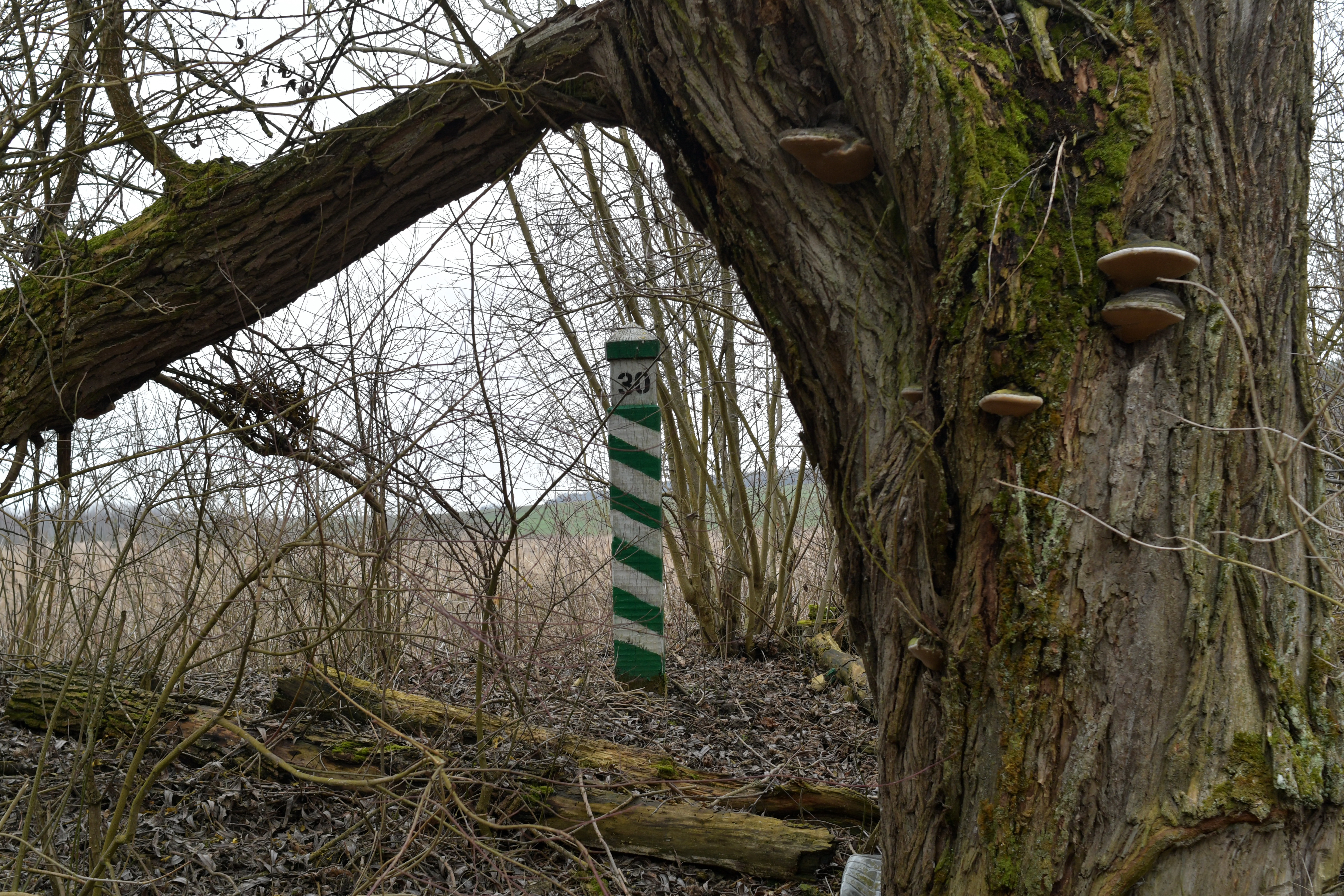
Квартальний знак N30
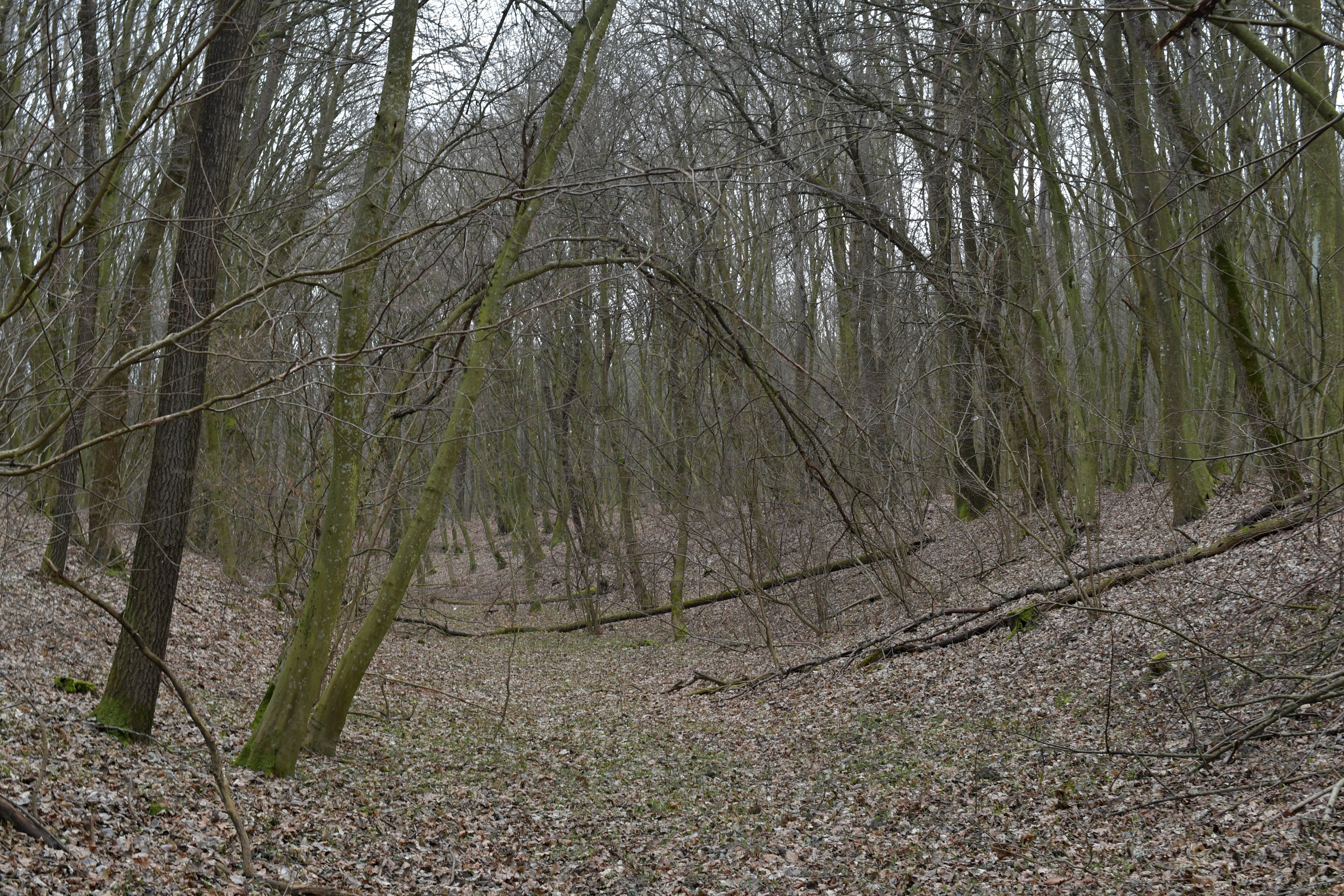
Вигляд поміж пагорбами
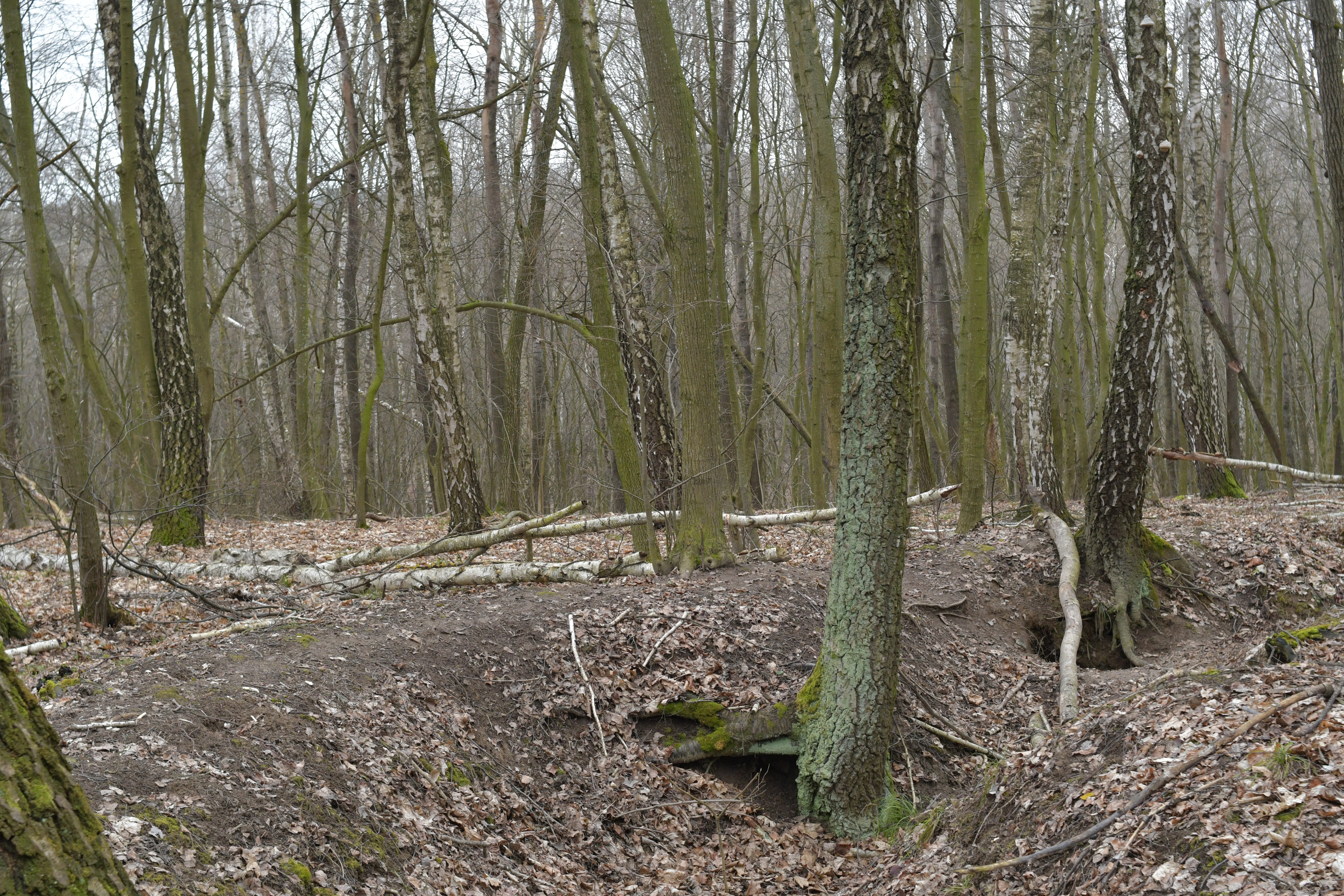
Схованки для звірів